# Giorgio Faletti

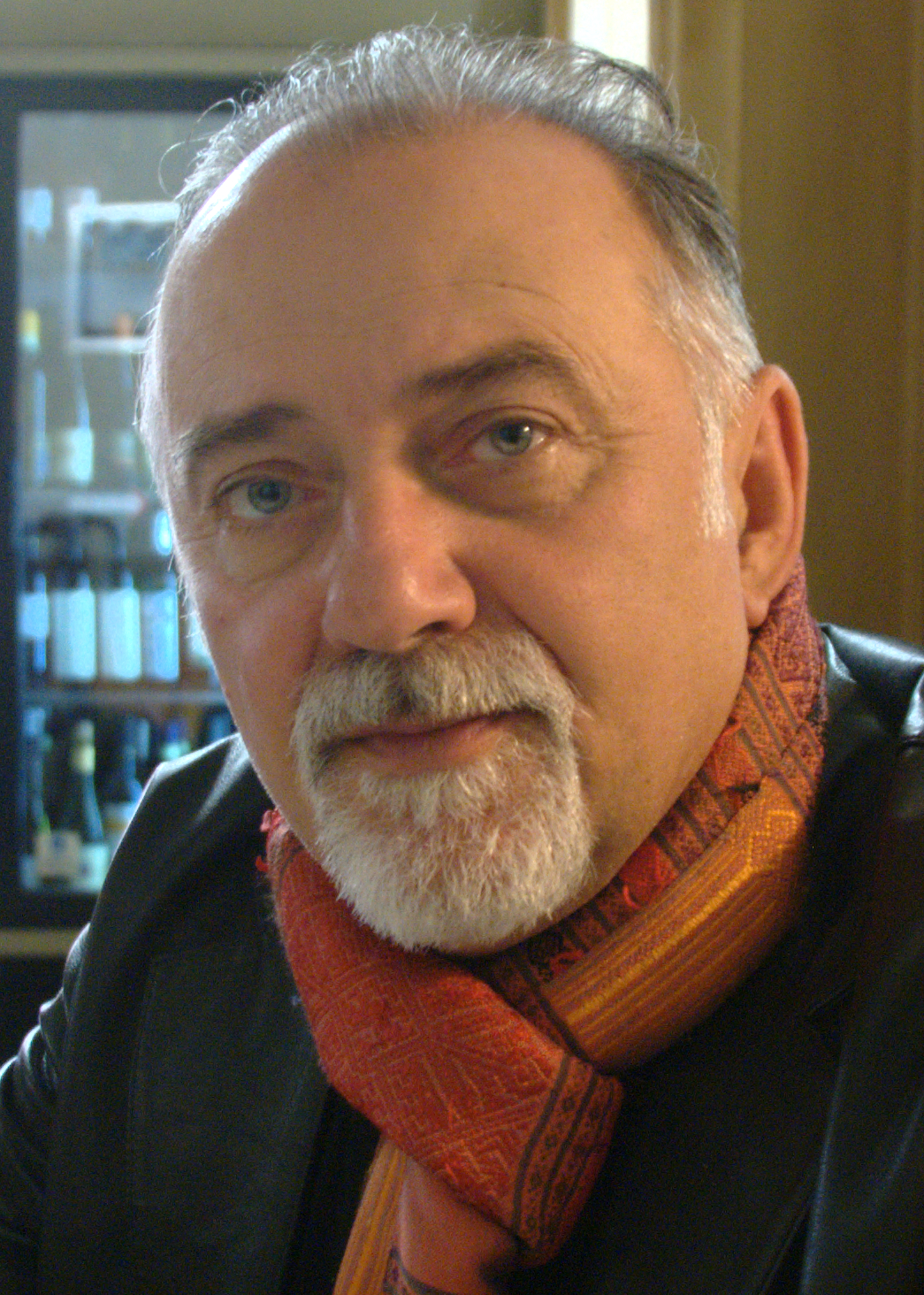
Giorgio Faletti (2009)

Giorgio Faletti (* 25. November 1950 in Asti; † 4. Juli 2014 in Turin) war ein italienischer Autor, Moderator, Komponist und Schauspieler.

## Werdegang
Der Jurist war zunächst als Moderator und Komiker in italienischen Fernsehshows tätig. Später widmete er sich dem Komponieren von Musiktiteln, teils für andere Künstler wie Mina, Milva, Gigliola Cinquetti und Angelo Branduardi, teils für sich selbst.
Beim Sanremo-Festival 1994 belegte er mit dem selbst komponierten Lied Signor Tenente den zweiten Platz.
Im Jahre 2002 veröffentlichte er seinen ersten Roman. Der Krimi „Io uccido“ (Titel der dt. Übersetzung: „Ich töte“) war ein internationaler Erfolg und stand monatelang auf den italienischen Bestsellerlisten. Zwei Jahre später, folgte sein zweites Buch „Niente di vero tranne gli occhi“ (Titel der dt. Übersetzung: „Im Augenblick des Todes“), das ähnlich erfolgreich war. Beide Bücher verkauften sich in Italien ca. 2,3 Millionen Mal. Im Jahr 2006 erschien „Fuori da un evidente destino“. Seine Bücher wurden in 25 Sprachen übersetzt.
Als Schauspieler wurde er für seine Darstellung im Film „Notte prima degli esami“ (2006) von der Kritik für den Davide di Donatello als bester Nebendarsteller nominiert.
Im November 2005 erhielt er vom Präsidenten der Republik Italien den De Sica-Literaturpreis.
Giorgio Faletti und seine Frau lebten zurückgezogen auf der Insel Elba. Er starb nach längerer Krankheit am 4. Juli 2014 im Alter von 63 Jahren in Turin.

## Werke

### Romane
- 2002 Io uccido
  - Ich töte, dt. von Christiane Rhein, Suse Vetterlein und Sigrun Zühlke; Goldmann, München 2005, ISBN 3-442-45758-0.
- 2004 Niente di vero tranne gli occhi
  - Im Augenblick des Todes, dt. von Birgitta Höpken; Page & Turner, München 2006, ISBN 3-442-20299-X.
- 2006 Fuori da un evidente destino
  - Im Namen des Mörders, dt. von Helmut Splinter; Goldmann, München 2008, ISBN 978-3-442-46651-1.
- 2010 Io sono Dio
  - Ich bin Gott, dt. von Birgitta Höpken; Goldmann, München 2010, ISBN 978-3-442-47280-2.
- 2010 Appunti di un venditore di donne
  - Der Frauenhändler, dt. von Claudia Franz; Goldmann, München 2012, ISBN 978-3-442-47645-9.
- 2011 Tre atti e due tempi
  - Falsches Spiel, dt. von Claudia Franz; Goldmann, München 2014, ISBN 978-3-442-47999-3.

### Erzählungen
- 2008 Pochi inutili nascondigli
  - Fürchte dich nicht, dt. von Helmut Splinter; Goldmann, München 2009, ISBN 978-3-442-47052-5.

### Filme (als Schauspieler)
- 1994: Miracolo italiano
- 2006: Notte prima degli esami
- 2007: Cemento armato
- 2009: Baarìa